# Троицкая церковь (Симбирск)
Троицкая церковь — утраченная православная церковь Симбирской епархии в городе Ульяновске. Построена в 1785—1787 годах. Разрушена коммунистами в 1970 году.

## История
Троицкая церковь, по преданию, записанному в «Церковную летопись», построена на горе в «Московской слободе» с самого основания города Симбирска в 1648 году. Храм Святой Троицы первоначально был деревянный с одним приделом во имя преп. Сергия, Радонежского Чудотворца. При церкви было кладбище, простиравшееся до современного Краснознамённого переулка. В начале XVIII века вместо деревянного был построен каменный храм малых размеров с низким куполом.
В 1767 году, во время знаменитого путешествия по Волге, в Симбирск прибыла императрица Екатерина II. Она остановилась в каменном доме купца Ивана Семёновича Мясникова (Пустынникова), который находился неподалеку от церкви Святой Троицы.

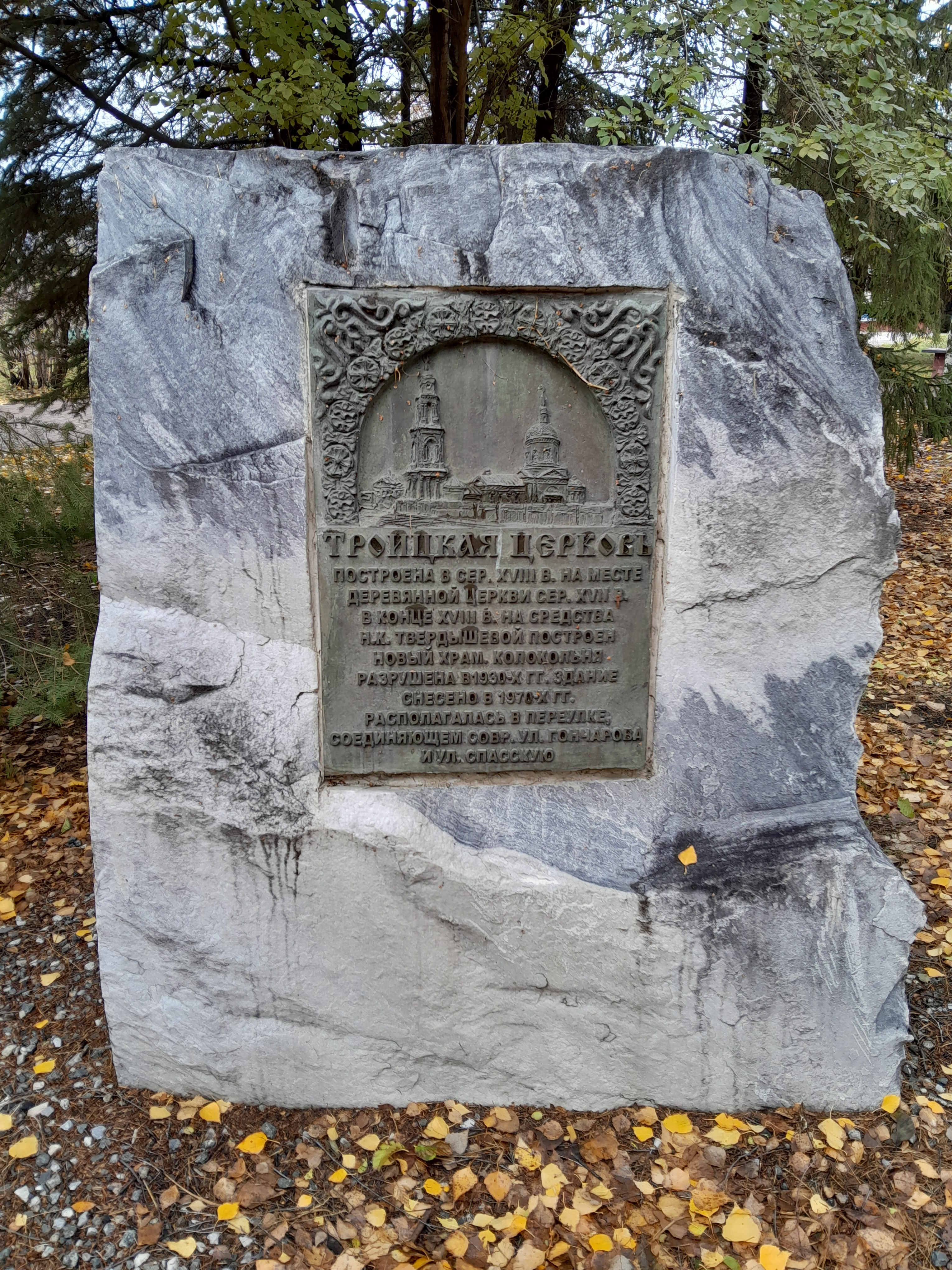
Памятный знак Троицкой церкви.

Новый храм был построен женой коллежского асессора Наталией Косминичной Твердышевой  (урождённой Крашенинниковой, жена купца Я. Б. Твердышева) в конце XVIII века, а именно: в 1785 году южный придел, в 1787 году — северный придел. Когда была построена главная часть храма, неизвестно, но не позже 1784 года. Престолов в храме три: главный во имя Живоначальной Троицы, в северном придел — во имя Святителя и Чудотворца Николая и в южном — во имя преп. Сергия, Радонежского Чудотворца. Причт состоял из двоих священников и двоих псаломщиков.
В пожаре 1864 года церковь обгорела и была восстановлена вновь.
При закрытии в апреле 1919 года Мариинской церкви Симбирской Мариинской гимназии, церковное имущество было передано в Троицкую церковь, а в июне 1919 года церковное имущество Введенской церкви при Симбирском епархиальном женском училище.
В 1929 году церковь была закрыта, венчания сломаны, а здание передано Ульяновскому танковому училищу, использовалось как спортивный зал. Разрушена около 1970 года.
В 2014 году в сквере «Возрождения Духовности» Троицкой церкви установлен памятный знак.

## Духовенство
- Священник Михаил Николаевич Троицкий, диакон Порфирий Анненков, дьячок Василий Похвалинский (на 1865);
- протоиерей Иоанн Павлович Лебедев († 5.06.1868)[10];
- священник / протоиерей (с 1900) Виктор Фёдорович Боголюбов (с 1.1882 до 1929)[11][12];
- псаломщик Алексей Львович Разумовский (с 2.03.1905 до 30.11.1906), затем перемещён в Кафедральный Собор на иподиаконскую вакансию[13];
- иерей Александр Павлович Смирнов (с 12.1920)[14];
- протоиерей Михаил Степанович Лепоринский (с 7 июля 1923)[15];

## Описание

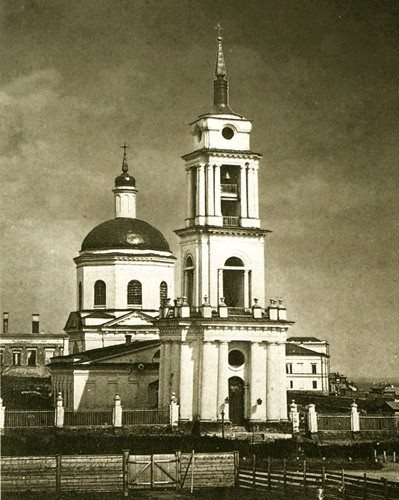
Троицкая церковь (Симбирск, фото А. Л. Баха, 1867).

Церковь располагалась на месте бывшего городского мужского училища (ныне здесь стоит 5-ти этажный жилой дом). Территория от нынешнего Краснознамённого переулка до Музея А. А. Пластова, где стояла Троицкая церковь, была занята кладбищем.
Новая церковь была построена в стиле классицизма. С её западной стороны размещалась стройная трёхъярусная колокольня, стены которой декорированы колоннами и полуколоннами. Широкие проёмы постепенно убывающих по высоте ярусов делают её легкой и изящной. Верхний ярус завершён невысокой башенкой со стройным шпилем. За колокольней расположена трапезная, а затем сам храм в виде четверика и восьмигранного светового барабана над ним, покрытого куполом с глухим барабанчиком и небольшой главкой со шпилем над ним. С южной и северной сторон храма размещены четырёхколонные портики с трёхчастными арочными окнами над ними. С восточной стороны к храму примыкала округлая апсида.
Церковь была трёхпрестольной. Придел с южной стороны был посвящён Сергию Радонежскому, придел с северной стороны — Николаю Мерликийскому, главное отделение церкви названо во имя Святой Живоначальной Троицы, почему церковь и была названа Троицкой. Также и улица, вдоль которой церковь размещалась, была названа Троицкой (ныне Краснознаменный переулок).
Полы в церкви были чугунные, церковь с колокольнею в 1880-х годах были выкрашены желтой краской за исключением колонн и пилястр, которые красились в белый цвет. Крыша покрашена в зеленый цвет.
Особый интерес представляла ограда церкви с воротами и двумя угловыми башнями в качестве малых архитектурных форм. Столбы ограды и ворота были каменные, решетка деревянная. Башни каменные с куполами и шпилями.
Мемориальное значение церкви связано с тем, что рядом с ней в доме (ныне Дом Гончарова) родился и жил известный русский писатель И. А. Гончаров, а также она формировала облик ул. Б. Саратовской (ныне ул. Гончарова) и Троицкой (ныне Краснознаменный переулок) в период до 1930-х годов и разбиралась частями до 1970-х годов.
Троицкая церковь вместе со Спасо-Вознесенским собором располагалась на ул. Б. Саратовской, создавая оригинальный линейный архитектурный ансамбль — «ворота» этой улицы.

## Галерея

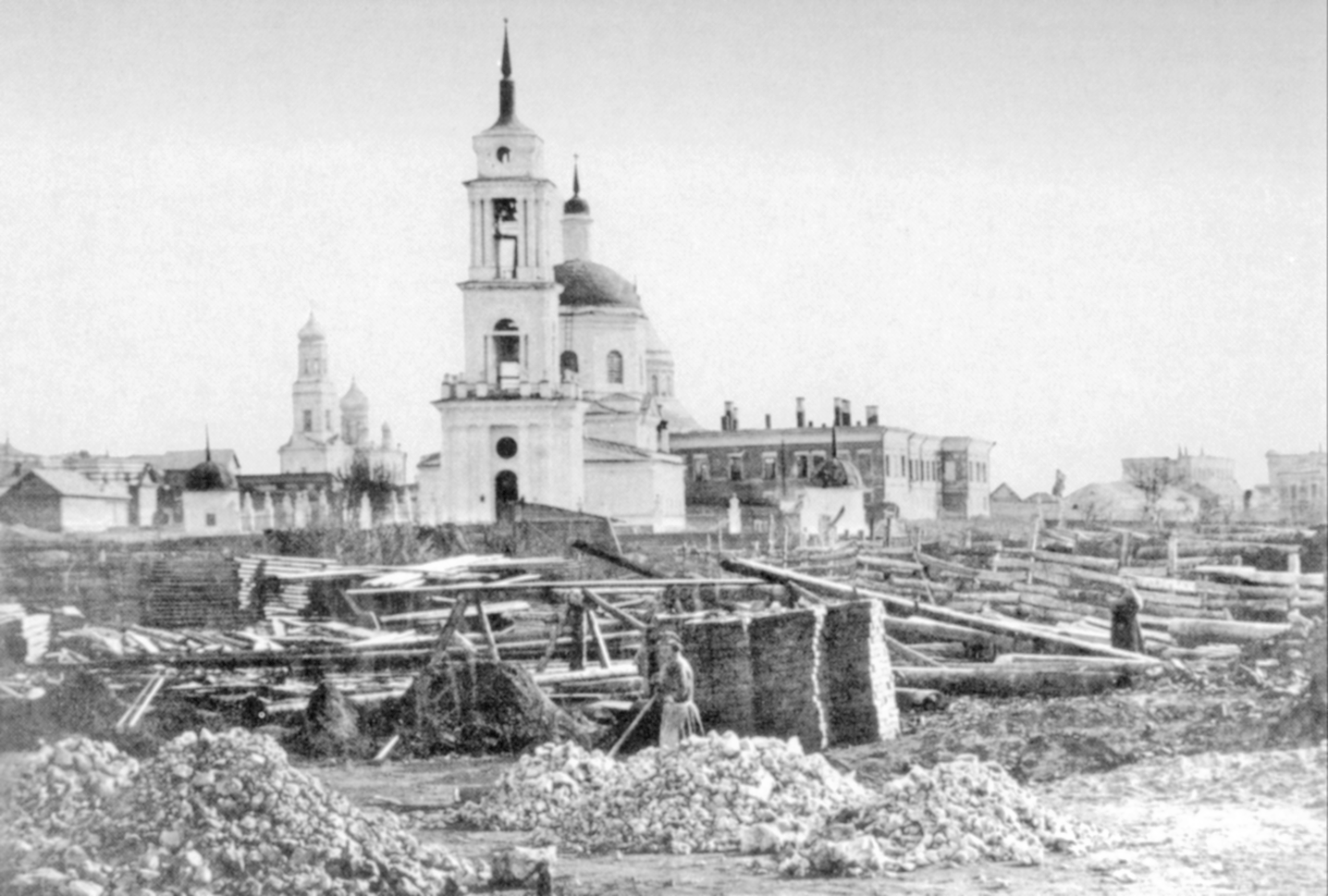
Церковь после пожара 1864 года (фото 1865). За церковью -  каменный дом купца Пустынникова.
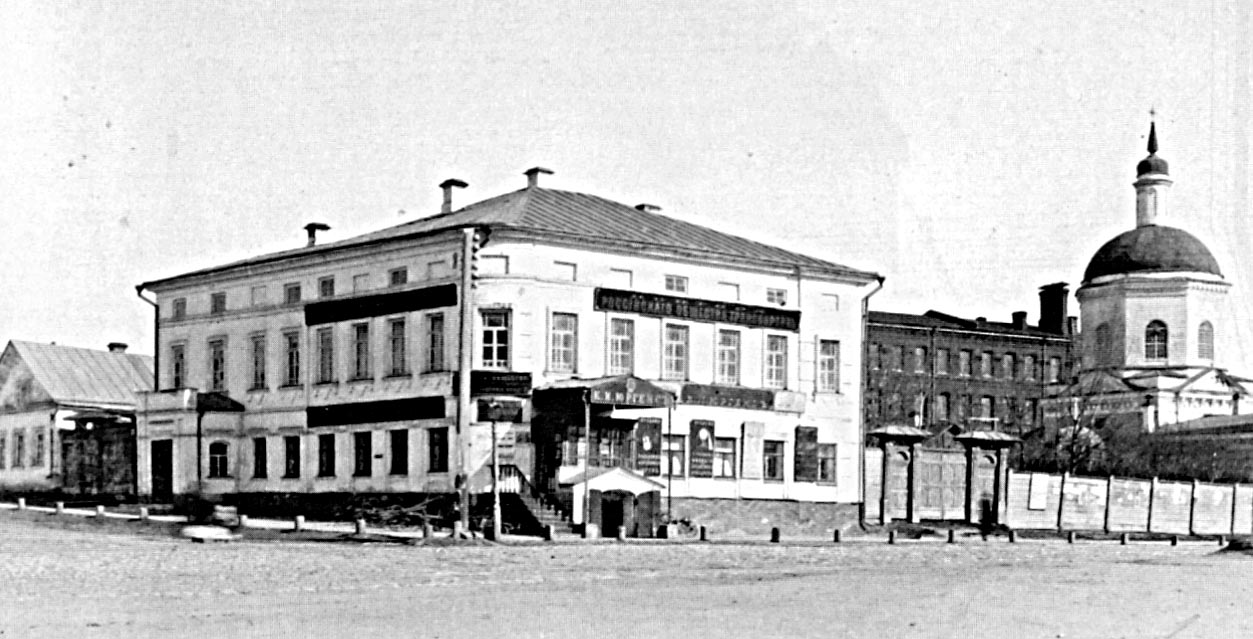
Фото 1890 года: Дом Гончарова, дом, где родился И. А. Гончаров и Троицкая церковь.
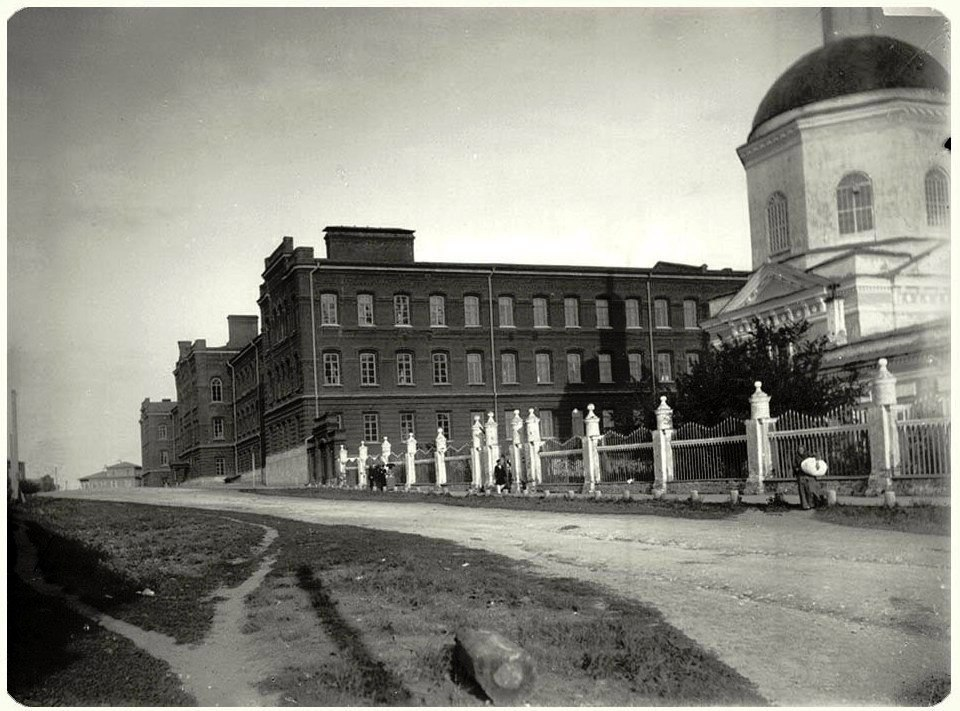
Симбирский кадетский корпус и Троицкая церковь. Фото М. П. Дмитриева из книги "Волга от истока до Каспия", 1903 год
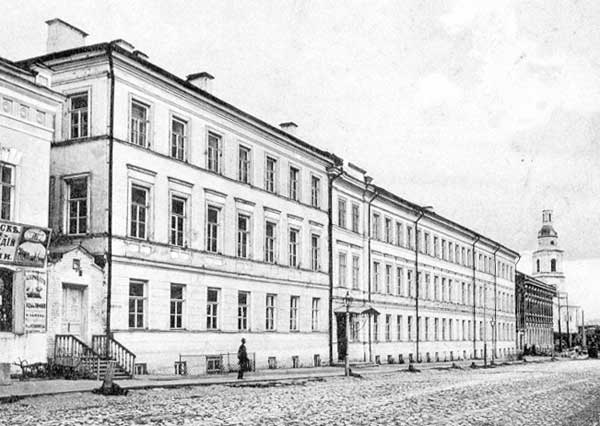
Симбирская духовная семинария и Троицкая церковь, 1890-е годы
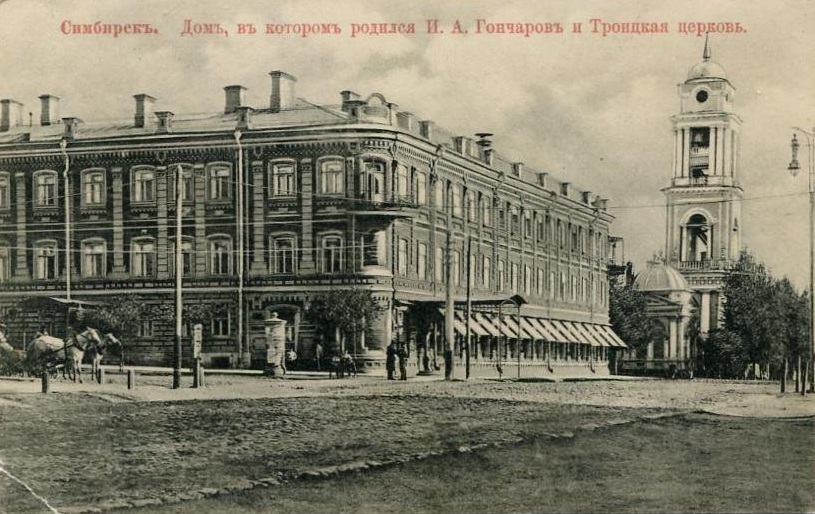
Дом, в котором родился И. А. Гончаров (ныне Дом Гончарова) и Троицкая церковь (открытка 1900 г.).
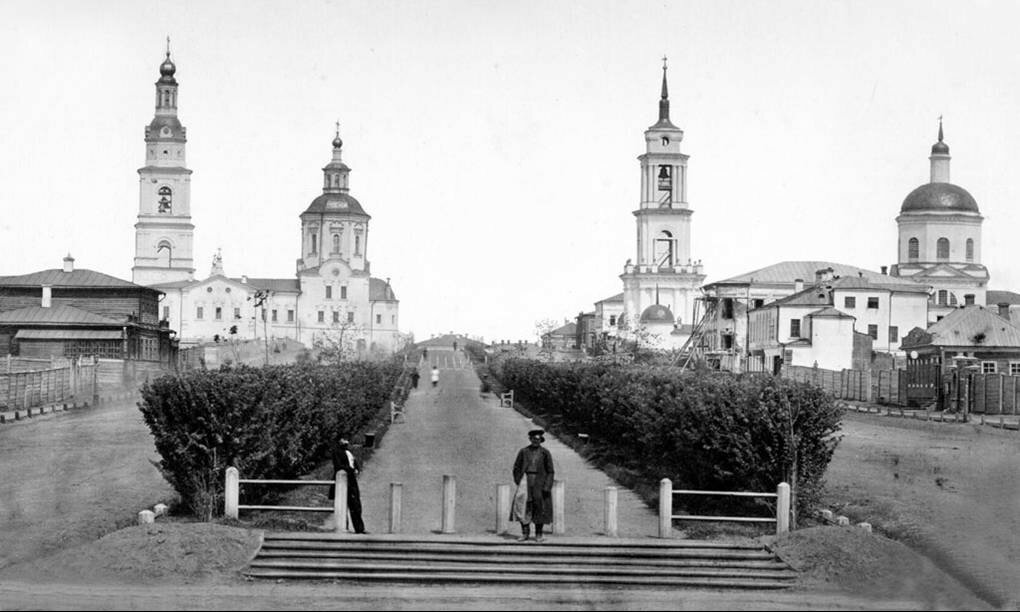
Большая Саратовская улица, вид на Троицкую церковь и Воскресенский собор (1900).